# احتجاز المهاجرين

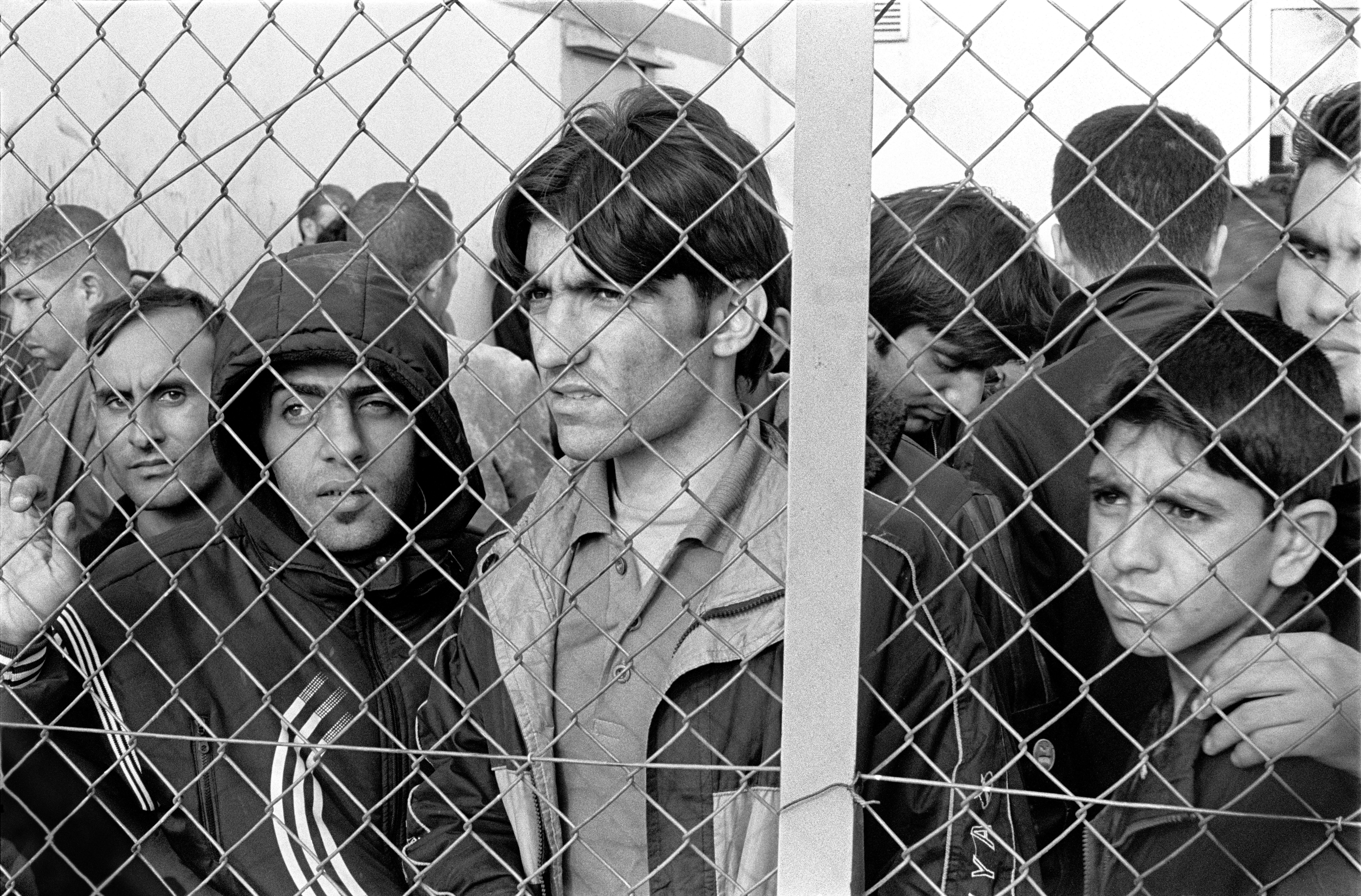

احتجاز المهاجرين هو سياسة احتجاز الأفراد المشبوهين بانتهاكات التأشيرات، أو الدخول غير القانوني أو الوصول غير المصرح به، والذين يخضعون للترحيل والإبعاد في مراكز الاحتجاز حتى تتخذ سلطات الهجرة قرارًا بمنحهم التأشيرة وإطلاق سراحهم في المجتمع المحلي، أو إعادتهم إلى بلد المغادرة. الاحتجاز الإلزامي هو الاحتجاز القسري أو سجن أشخاص الذين يطلبون اللجوء السياسي، أو الذين يُعتبرون مهاجرين غير شرعيين أو وافدين غير مصرح بهم إلى بلد ما. حددت بعض الدول فترة احتجاز قصوى، بينما تسمح دول أخرى بالاحتجاز لمدة غير محددة. وغالباً ما يؤدي الاحتجاز لتدهور في الصحة النفسية للمحتجزين.

## الأمريكتان

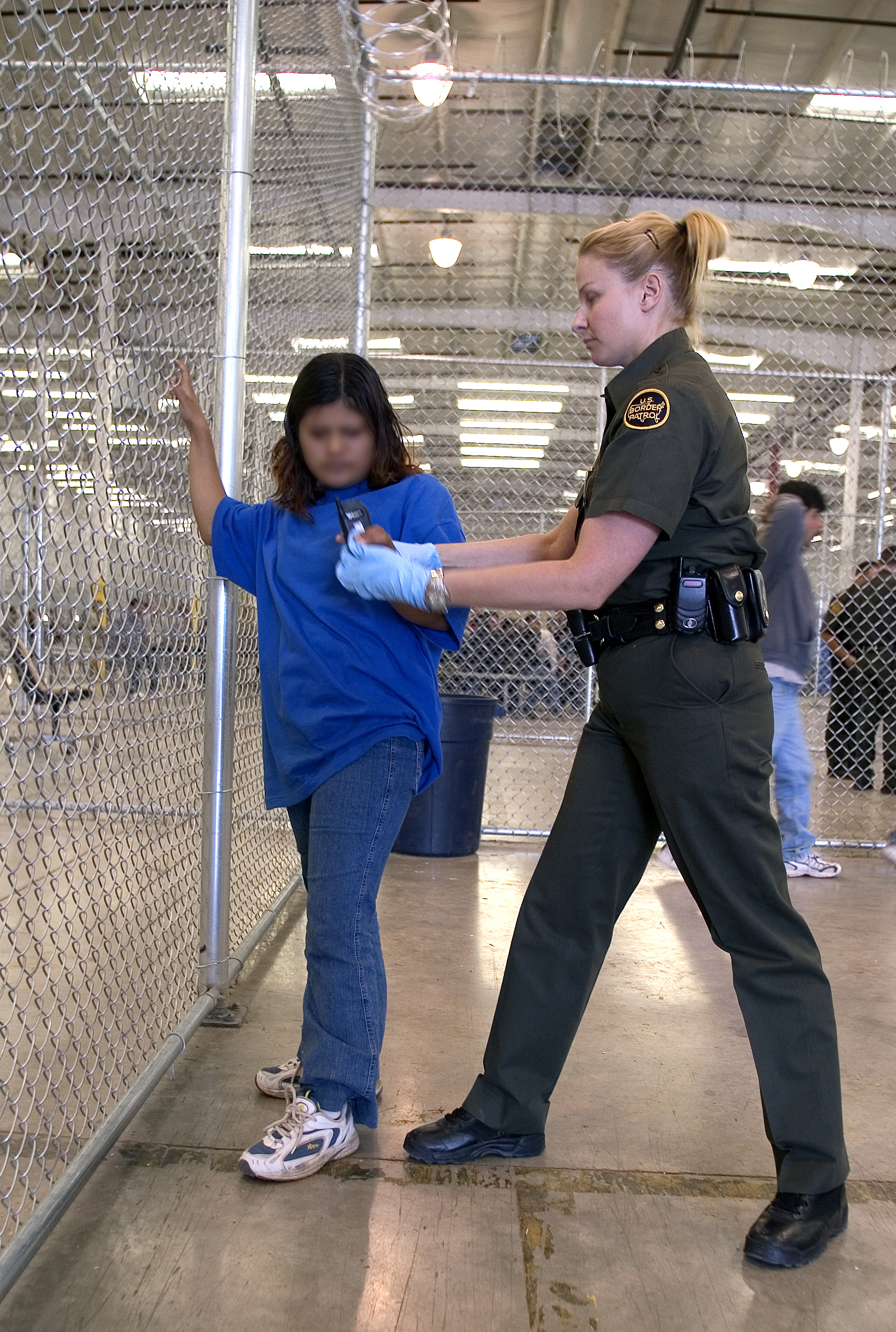
موظفة في مكتب الجمارك وحماية الحدود الأمريكية تقوم بتفتيش امرأة مهاجرة في مركز احتجاز.

### الولايات المتحدة
بدأت ممارسة مماثلة في الولايات المتحدة في أوائل الثمانينيات باحتجاز الهايتيين والكوبيين في معتقل غوانتانامو، ومجموعات أخرى مثل الصينيين في السجون ومراكز الاحتجاز في البر الرئيسي. أصبحت هذه الممارسة إلزامية بموجب تشريع صدر عام 1996 رداً على تفجير مدينة أوكلاهوما، وتعرضت لانتقادات من منظمات مثل منظمة العفو الدولية، وهيومن رايتس ووتش، وهيومن رايتس ووتش أولاً، التي أصدرت جميعها دراسات رئيسية حول هذا الموضوع، وأيضًا لانتقادات الاتحاد الأمريكي للحريات المدنية (إيه سي إل يو). ومنذ عام 2010، كنا نجد في أي يوم نحو 31 ألف من غير المواطنين محتجزين في مراكز احتجاز المهاجرين، بمن فيهم الأطفال، في أكثر من 200 مركز احتجاز وسجن وحبس في مختلف أنحاء البلاد.
افتتح مركز تي. دون هوتو السكني عام 2006 خصيصًا لإيواء العائلات غير الإجرامية. توجد منشآت مهمة أخرى في إليزابيث، نيوجيرسي، وأوكدل، لويزيانا، وفلورنسا، أريزونا، وميامي، فلوريدا، وسياتل، ويورك، بنسلفانيا، وباتافيا، نيويورك، وأغواديلا، وبورتوريكو وعلى طول الحدود بين تكساس والمكسيك.
خلال السنوات الخمس بين عامي 2003 و2008، توفي حوالي 104 أشخاص معظمهم من الشباب أثناء احتجازهم في وكالة إنفاذ قوانين الهجرة والجمارك بالولايات المتحدة أو بعد إطلاق سراحهم بفترة قصيرة، وربما ساهم الإهمال الطبي في 30 حالة من هذه الوفيات. في 6 أغسطس 2008، توفي النيويوركي هيو لوي نغ، البالغ من العمر 34 عامًا، أثناء احتجازه في وكالة إنفاذ قوانين الهجرة والجمارك بالولايات المتحدة. ولكن، من غير المعروف ما إذا عانى هؤلاء الأطفال من ظروف سابقة قد ساهمت في وفاتهم. أدان محررو صحيفة نيويورك تايمز الوفاة وحثوا على إصلاح النظام. ذكرت وكالة إنفاذ قوانين الهجرة والجمارك أن عدد الوفيات في مراكز احتجاز وكالة إنفاذ قوانين الهجرة والجمارك قليل جدًا مقارنة بالحبوس والسجون في الولايات المتحدة، وأنهم يقدمون «أفضل رعاية صحية ممكنة» وأن الأمة ككل «تعاني بشدة نقص العاملين الصحيين المؤهلين» في مايو 2008، بدأ الكونغرس في النظر في مشروع قانون لوضع معايير جديدة للرعاية الصحية للمحتجزين المهاجرين.
تعهدت إدارة أوباما عام 2009 بإصلاح نظام احتجاز المهاجرين الحالي وتحويله إلى نظام أقل عقابية ويخضع لمزيد من الرقابة الفدرالية. لم تتناول مبادراته الإغراء الحالي للملجأ المهاجرين غير الشرعيين الذي حفز قوافل كبيرة من آلاف المهاجرين غير الشرعيين على النزول إلى الحدود الجنوبية غير المحمية إلى حد كبير. عبّر المدافعون عن حقوق المهاجرين عن قلقهم من جهود الإصلاحية التي بذلها أوباما. وضاعفوا الرهان على جهود دونالد ترامب للحد من القدرة على التجمع عند الحدود وإغلاقها فعليًا أمام الهجرة غير الشرعية. ويعتقد المدافعون عن حقوق المهاجرين أن جميع سياسات الهجرة الحالية «قوضها اعتماد وكالة الهجرة المستمر على ممارسات الحبس الجنائي وانتشار الثقافة المناهضة للإصلاح في مكاتب وكالة إنفاذ قوانين الهجرة والجمارك الميدانية المحلية».

## آسيا والمحيط الهادئ
تسجن معظم الدول الآسيوية المهاجرين بسبب انتهاكات التأشيرات أو الإتجار المزعوم، بمن فيهم ضحايا الإتجار والتهريب. يشمل هذا سنغافورة وماليزيا وإندونيسيا.

### أستراليا
اعتُمد الاحتجاز الإلزامي للمهاجرين في أستراليا عام 1992 لجميع غير المواطنين الذين يصلون إلى أستراليا دون تأشيرة. أثار موضوع أن «المتقدمين عبر الحدود» هم الذين يخضعون للاحتجاز فقط الانتقادات، وزُعم أنه تمييز غير عادل ضد بعض المهاجرين. أما غير المواطنين غير الشرعيين الآخرين، مثل الذين يتجاوزون فترة تأشيراتهم، فيمنحون عموماً تأشيرات عبور أثناء معالجة طلباتهم، وبالتالي يتمتعون بحرية التنقل في جميع أنحاء المجتمع. انتقدت مجموعات المواطنين مثل تشايل أوت ومنظمات حقوق الإنسان ممارسات احتجاز الأطفال المهاجرين لمدة طويلة. ولكن، أكدت المحكمة العليا في أستراليا، بالأغلبية، على دستورية الاحتجاز الإلزامي لمدة غير محدودة للأجانب. وكانت هذه القرارات والقرارات المتعلقة بها موضع نقد أكاديمي هام.
تعاقدت أستراليا خفية مع دول أخرى لاحتجاز المهاجرين المحتملين في الخارج، بما في ذلك إندونيسيا وبابوا غينيا الجديدة وناورو. ولدى أستراليا أيضًا مرفق احتجاز خارجي في جزيرة كريسماس. أعلنت الحكومة الأسترالية في يوليو 2008 أنها ستنهي سياسة الاحتجاز التلقائي لطالبي اللجوء الذين يصلون إلى البلاد دون تأشيرات. ولكن بحلول سبتمبر 2012، أُعيد الاحتجاز في الخارج. وبعد الانتخابات الفدرالية الأسترالية لعام 2013، شُددت السياسات وأطلقت عملية الحدود السيادية.

## أوروبا

### إيطاليا
منذ 6 مارس 1998 (القانون رقم 40/1998، الذي  يسمى قانون توركو-نابوليتانو)، احتُجز المهاجرون غير الشرعيين الذين رفض طلب لجوئهم في «مراكز الإقامة المؤقتة سي بّي تي» إلى حين طردهم من إيطاليا.
منذ 30 يوليو 2002 (القانون رقم 189/2002، الذي يسمى قانون بوسّي-فينى) أصبح دخول الأراضي الإيطالية والإقامة فيها بصورة غير قانونية جريمة جنائية، واعتقلت المراكز الأشخاص الذين سبق أن فُرضت عليهم عقوبات بالطرد (كما في السابق) وغيرهم من المهاجرين غير الشرعيين المنتظرين تحديد هويتهم بشكل صحيح والتقييم الفردي لطلبات اللجوء الخاصة بهم. وبالتالي، منذ 23 مايو 2008 (القانون رقم 125/ 2008) أُعيدت تسمية المراكز بِـ «مراكز تحديد الهوية والطرد سي آي إي».
منذ 13 أبريل 2017 (القانون رقم 46/2017 ما يسمى قانون مينيتي أورلاندو) أُعيدت تسمية مراكز الاحتجاز مرة أخرى باسم «مراكز دائمة للإعادة إلى الوطن سي آر آر». خُطط لتفعيل 20 مركزًا من المراكز الدائمة للإعادة إلى الوطن، ولكن بحلول عام 2018 كانت المراكز التالية فقط قيد العمل:
- روما 125 سجينة.
- باري 90 سجين.
- برينديزي 48 سجين.
- تورينو 175 سجين.
- بوتنسا 100 سجين.

كانت منشأة كالتانيسيتا (لـ 96 سجينًا من الذكور) غير صالحة للعمل مؤقتًا، في انتظار إصلاحات كبيرة بعد تمرد السجناء. كانت الأشغال جارية لفتح مزيد من المراكز الدائمة للإعادة إلى الوطن في غراديسكا ديسونزو ومودينا وماكومر واوبيدو ماميرتينا ومونتيشياري.
بالإضافة إلى المراكز الدائمة للإعادة إلى الوطن، يوجد في إيطاليا نوعان آخران من مراكز عدم احتجاز المهاجرين:
- «مراكز الإسعافات الأولية والاستقبال سي بّي إس إيه»، وهي مراكز إقامة قصيرة تتعامل مع الإسعافات الأولية الطبية والفحص الصحي للمهاجرين الوافدين، وهوياتهم الأولى وتلقي طلبات اللجوء. وبحلول عام 2018، كانت مراكز الإسعافات الأولية والاستقبال الجاهزة للعمل تقع في لامبيدوسا وإلماس وأوترانتو وبوتسالو.[12]
- «مراكز استقبال لطالبي اللجوء سي إيه آر إيه»، تأوي الغالبية العظمى من المهاجرين الوافدين الذين لا يمكن احتجازهم في المراكز الدائمة للإعادة إلى الوطن بسبب القدرة الكلية المحدودة، أو المهاجرين المحتجزين سابقًا في المراكز الدائمة للإعادة إلى الوطن الذين لم يُعادوا إلى وطنهم خلال فترة الاحتجاز القصوى القانونية، وبالتالي أُطلق سراحهم من الحجز. بحلول عام 2018، كانت مراكز استقبال طالبي اللجوء الجاهزة للعمل موجودة في غراديسكا ديسونزو، أرسيفيا، كاستلنوفو دي بورتو، مانفريدونيا، باري، برينديزي، كروتوني، مينيو، بوتسالو، كالتانيسيتا، لامبيدوسا، تراباني وإلماس. أبلغت العديد من المنظمات غير الحكومية والمنظمات الحكومية أن الظروف داخل مراكز استقبال طالبي اللجوء المكتظة دائمًا غالباً ما تكون »غير إنسانية«. واستنكرت منظمة العفو الدولية وضع المهاجرين غالباً في حاويات وفي أنواع أخرى من المساكن غير اللائقة لمدة إقامة طويلة، وتعرضهم لدرجات حرارة عالية، في أوضاع مكتظة.